# Teatro Errico Petrella
Il Teatro Errico Petrella  è un teatro ottocentesco del comune di Longiano, nella provincia di Forlì-Cesena.

## Storia

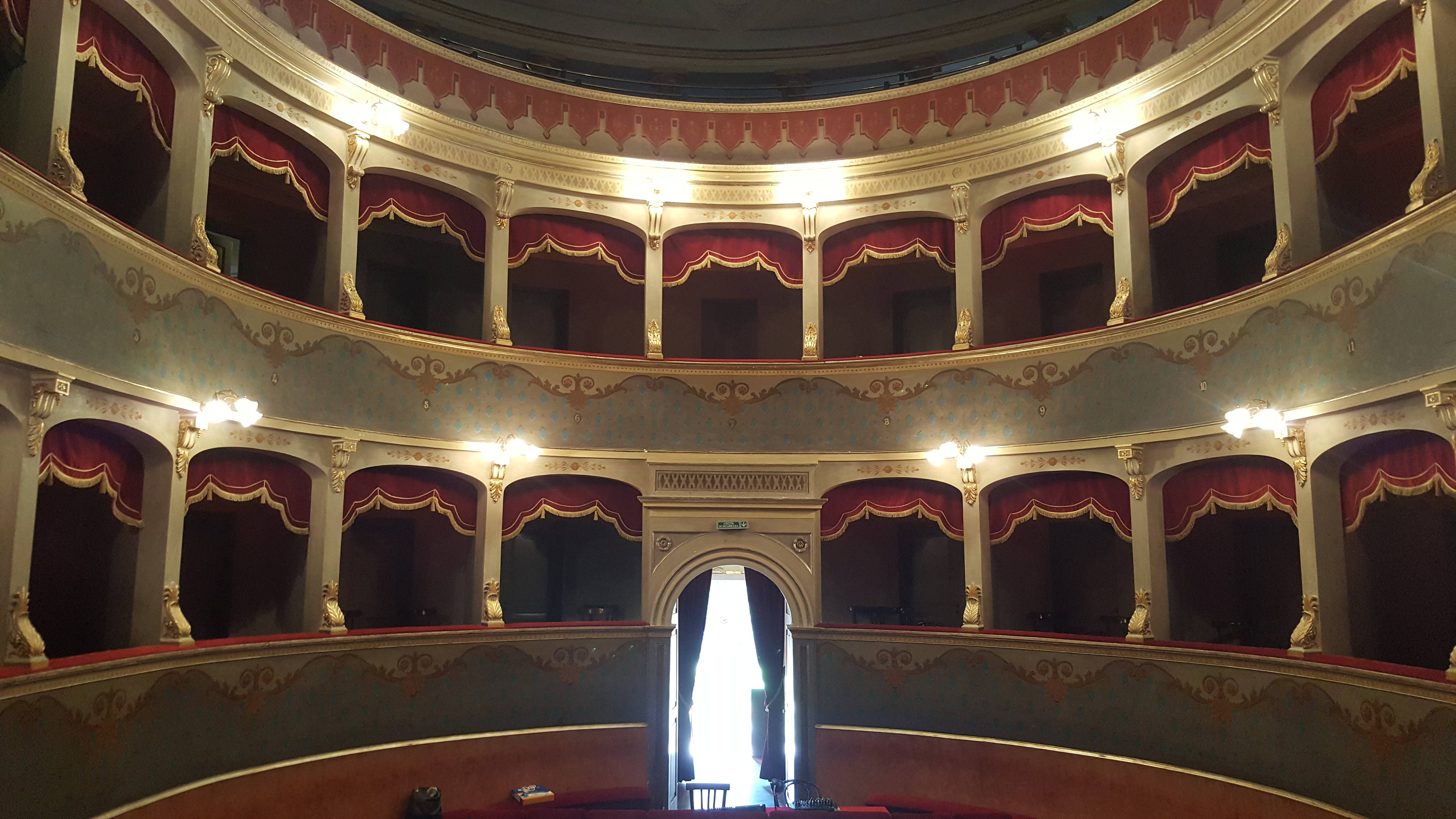
I palchi del Teatro Petrella di Longiano

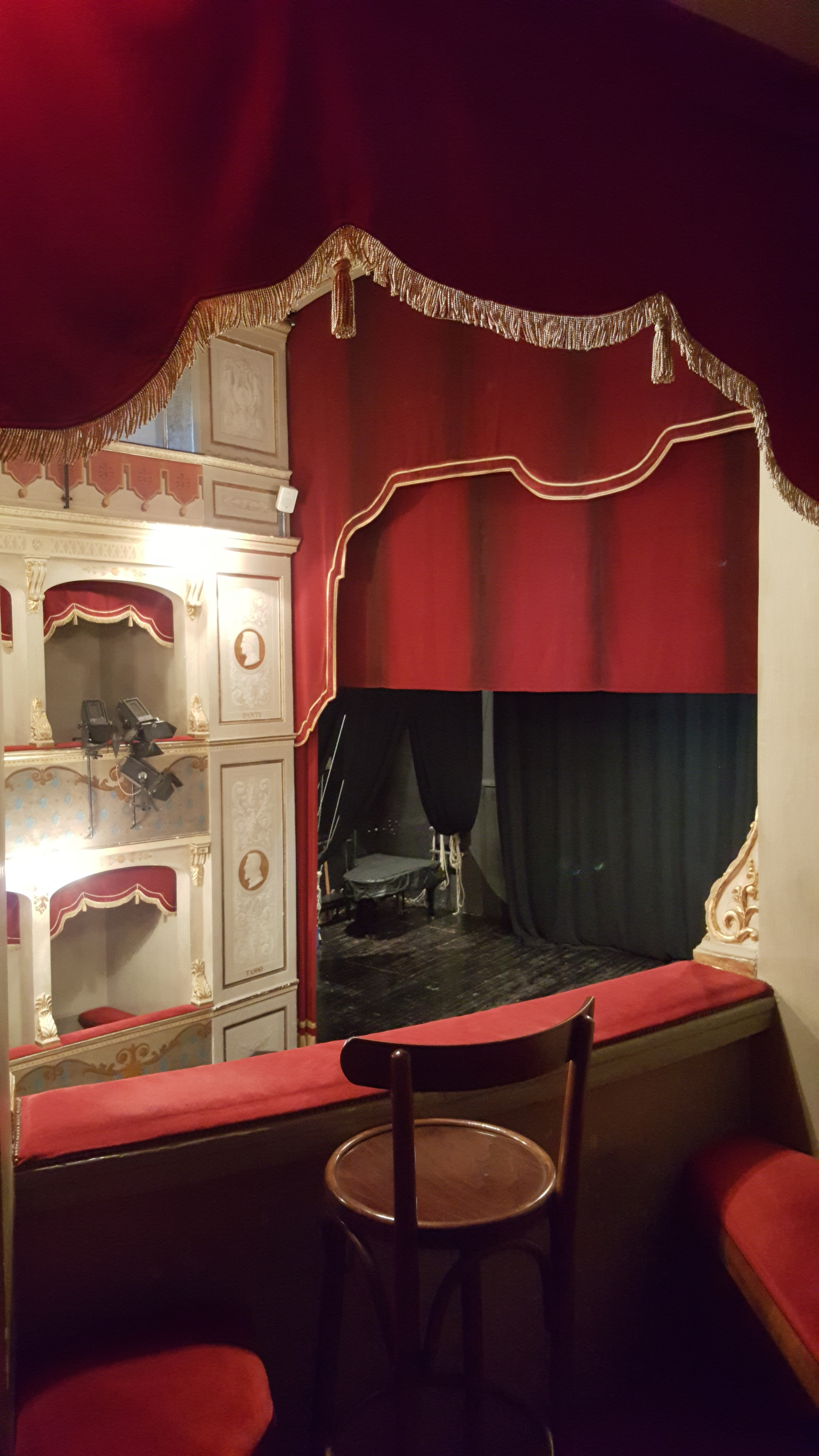
Palco del Teatro Petrella di Longiano

Seppure fosse già presente un teatro sulla piazza dei Cappuccini (oggi piazza Malatestiana), nel 1850 l'ingegnere Biagio Abbati venne incaricato per asta pubblica di costruire al suo posto un teatro da 500 posti, adeguato alle accresciute esigenze della borghesia cittadina. L'ingegnere propose come nuova sede del futuro teatro l'ex convento di San Girolamo, ma bisognò attendere il 1860 perché venissero superate le diffidenze per il progetto, apparentemente dispendioso. Nel 1863 quindi Giulio Turchi propose un progetto in linea con quello dell'Abbiati, ma dalle dimensioni più ridotte. L'edificio venne iniziato nel 1864 con grandi sacrifici economici da parte del comune e inaugurato con l'opera I Promessi Sposi di Errico Petrella, compositore a cui venne dedicato il teatro.
Successivamente parte dell'edificio venne usato per altri scopi, pregiudicando la conservazione della struttura.
Venne restaurato tra il 1980 e il 1986 dall'architetto Sanzio Castagnoli per volere dell'Amministrazione comunale.

## Il teatro
Il teatro progettato dal Turchi aveva una capienza di 300 posti, oggi 205, distribuiti tra il loggione e i due ordini di palchi; la sala e le decorazioni sono di Girolamo Bellani e Giovanni Canepa. La scena ha una larghezza di 12 m e una profondità di 8 m.
Il teatro è inoltre dotato di ridotto e foresteria.